# Trolejbusová doprava ve Słupsku
Trolejbusová doprava v polském městě Słupsk byla v provozu mezi lety 1985 a 1999.
Projekt na vybudování trolejbusové sítě ve Słupsku byl vytvořen na konci 70. let 20. století. Počítal s pěti tratěmi, včetně jedné, která měla vést do 18 km vzdáleného města Ustka. Realizace první z těchto tratí začala v květnu 1985.
Provoz na první zprovozněné lince, označené písmenem A, byl zahájen 20. července 1985. Na této lince jezdilo deset trolejbusů ZiU-9 sovětské výroby. Během následujících dvou let byl zahájen provoz na dalších dvou tratích (linky byly označené B a C). Výstavba úseků pro linky D a E byla pro špatnou finanční situaci zrušena. Další dodané vozy již byly polské značky Jelcz.
V 90. letech se místní dopravní podnik MZK Słupsk zaměřil spíše na obnovu autobusové dopravy. Zároveň bylo zrušeno všech 10 vozů ZiU, což způsobilo trolejbusové dopravě ve Słupsku problémy (nedostatek trolejbusů), takže byly často na trolejbusové linky vypravovány autobusy. Právě ze tří autobusů Jelcz PR110 vznikly v dílnách dopravního podniku trolejbusy typu Jelcz PR110E.
V roce 1997 vyměnil MZK Słupsk s dopravním podnikem v Tychách 10 trolejbusů za stejný počet autobusů. Ve Słupsku tak zůstalo pouze osm vozidel elektrické nekolejové trakce, což neumožňovalo plnou obsluhu celé trolejbusové sítě. Během dvou let jejich počet klesl na pět a zároveň s tím se objevily první zprávy o zrušení trolejbusové dopravy ve Słupsku. Během května roku 1999 začala demontáž trolejového vedení v ulici Hubalczyków. Tím skončil provoz na linkách B a C. Poslední trolejbusy na linku A vyjely 18. října téhož roku. Všechny tři zrušené linky byly nahrazeny autobusovými.